# 道の駅かつらぎ
道の駅かつらぎ（みちのえきかつらぎ）は、奈良県葛城市にある国道166号（南阪奈道路側道）の道の駅である。

## 施設
- 駐車場
  - 102台[3]（大型車25台・小型車74台・身障者用3台）
- トイレ
  - 男性用9器・女性用13器・身障者用1器
- 地域振興棟
  - 農産物直売所（特産物販売コーナー）
  - フードコート
  - インフォメーション／キッズルーム
- 道路情報棟
- 電気自動車充電ステーション

### 管理団体
- 株式会社道の駅葛城

## アクセス
- 国道166号 - 登録路線
- 奈良県道30号御所香芝線太田南交差点南西角
- 奈良県道30号御所香芝線・奈良県道254号寺口北花内線中戸交差点西
- 葛城市公共バス 環状線バス（れんかちゃん号）で道の駅かつらぎ停留所下車

## 周辺
- E91 南阪奈道路 6 葛城インターチェンジ[4]
- 屋敷山公園／葛城市中央公民館／葛城市立新庄図書館

## 工事を巡る不明朗支出

### 民事事件
道の駅かつらぎの建設工事に絡み、工事費のうち約3,500万円について、架空工事もしくは根拠の無い補修費であると、2017年10月30日に葛城市監査委員が指摘。監査委員はこれらの支出が違法であるとして、建設当時の同市の市長だった山下和弥らに損害賠償を求めるよう、阿古和彦市長らに対し勧告した。これを受け市は2017年12月19日、山下前市長と生野吉秀前副市長と業者らに対し計約3500万円の損害賠償と不当利得返還を請求したと発表した。
民事訴訟に関しては、2022年3月に大阪高等裁判所が和解案を示し、同年5月13日に葛城市議会臨時会で補償金を含む一般会計補正予算案が可決されたことで和解が成立した。

### 刑事事件
市は2018年2月16日に、地方公務員法違反（守秘義務違反）の罪で生野前副市長を、虚偽公文書作成などの罪で市職員6人を刑事告発したと発表した。同年6月17日に、道の駅建設に関する住民監査請求の結果などを公表前に関係者にファクスで送ったとして市建設課課長補佐が地方公務員法違反（守秘義務違反）容疑で、提供を依頼した生野前副市長と建設会社の取締役が同法違反（そそのかし）容疑で奈良県警に逮捕された。
同年7月4日、生野が官製談合防止法違反容疑で、建設会社元取締役が公競売入札妨害容疑で再逮捕された。市が発注した道の駅かつらぎの整備工事の一般競争入札に絡み、2016年2月4日、生野は入札公告前の資料を漏えいし、同年3月の入札で建設会社の技術評価点を他社より高くして落札させた容疑による。